# Bohdan Michalski
Bohdan Michalski (zm. 24 lutego 2021) – polski filozof i eseista, specjalista nauk o sztukach pięknych, dr hab.

## Życiorys
Obronił pracę doktorską, następnie uzyskał stopień doktora habilitowanego. Został zatrudniony na stanowisku adiunkta w Katedrze Teorii, Aksjologii i Prawa Mediów na Wydziale Teologicznym Uniwersytetu Kardynała Stefana Wyszyńskiego, oraz profesora na Wydziale Psychologii Szkole Wyższej Psychologii Społecznej w Warszawie.
Był profesorem nadzwyczajnym w Katedrze Nauk Społecznych i Filozoficznych na Wydziale Zarządzania i Ekonomii Politechniki Gdańskiej i na Wydziale Wiedzy o Teatrze Akademii Teatralnej im. Aleksandra Zelwerowicza w Warszawie.